# Na'it
Na'it (arabisch ناعط, DMG Nāʿiṭ) ist ein Dorf sowie archäologischer Fundplatz aus der altsüdarabisch-sabäischen Epoche, das im jemenitischen Hochlandbecken liegt.
Das Dorf selbst weist außer einer ungewöhnlich tiefen, himyarischen Zisterne und in Moscheen sowie teils in Häusern verbauten, antiken Inschriften-Steinen, keine Besonderheiten auf.

## Geographie
Na'it liegt im Gouvernement ʿAmrān, etwa 87 Kilometer nördlich von Sanaa und knapp über 20 Kilometer nordöstlich von ʿAmrān auf dem Südostende des Dschabal Thanayn. Um dorthin zu gelangen, biegt man heutzutage auf Höhe von Raida auf eine unbefestigt verlaufende Pistenstrecke ein, die mit südöstlichem Verlauf auf die schwierig zu erkundende Örtlichkeit zuführt.

## Geschichte
Gegen Mitte des 1. Jahrhunderts n. Chr. muss sich ein himyarisch-sabäischer Krieg ereignet haben. Himyar eroberte große Teile des südlichen sabäischen Reiches und leitete daraus Hegemonialansprüche her. Im Gegenzug stellte Saba Ansprüche auf Himyar (Ḏū-Raydān). Die Herrscher beider Reiche nannten sich selbst seit dieser Zeit König von Saba' und Ḏū-Raydān. Na'it stand in der Zeit ab etwa 90 n. Chr. für Jahrzehnte unter dem Herrschaftsbereich des hamdānidischen Königreichs, mit ebendiesem Namen. Die Sippe der Banū Hamdān gehörte zur Stammesföderation der Sum'ay, genauso wie die zeitgleich in der südwestlichen Nachbarschaft herrschende Sippe der Banū Bataʿ in Ḥāz und al-Ḥuqqa.
Der jemenitische Gelehrte des 10. Jahrhunderts, al-Hamdānī, berichtet in seinem Werk „Das Diadem“ (al-Iklīl), Enzyklopädie über das alte Südarabien, dass die Ruinen von Na'it Rückschlüsse auf die prächtigsten Bauwerke im Jemen zuließen. Die Stadt sei zudem von einer weißen Mauer umgeben gewesen und habe mehr als 22 große Schlösser umfasst. Eine Reihe von Epigraphen aus der Stadt waren dem Ta'lab geweiht (zitiert als CIH 297, 298 und 300; RES 4994 und die Graffiti RES 5000-5003). Nachgewiesen über CIH 300 ist ein Tempel dem Ta'lab Riyām ba'l (dy) Tar'at geweiht gewesen. Bis heute ist die Ruinenfläche kaum ausgegraben, weshalb unklar ist, welche Zusammenhänge zu sich zu weiteren Tempeln noch erstellen ließen. Möglicherweise sind Inschriften zudem lediglich nach Na'it verschleppt worden. Diese Vermutung wird angestellt hinsichtlich einer wohl aus dem gleichnamigen Dorf stammenden Inschrift für Ta'lab ḤẒYYHN, einem Dorf am Fuße des Dschabal Ḍurb.
Die spärlichen wissenschaftlichen Befundungen zum Ruinenfeld in Na'it ergeben, dass davon auszugehen ist, dass die umfriedende Abschlussmauer des antiken Na'it einen Durchmesser von 400 Metern aufwies und elliptisch angelegt war. Am Ende des Feldes standen (und stehen wieder) zwei schlichte, fünf Meter hohe Pfeilermonolithe mit rechteckigem Querschnitt, wobei einer an den anderen gelehnt war (und mit neuer Plattform wieder ist).
siehe auch Artikelabschnitt: Architekturgeschichte Südarabien